# Aoxomoxoa
Aoxomoxoa je třetí studiové album skupiny Grateful Dead. Album se původně mělo jmenovat Earthquake Country. Album vyšlo 20. června 1969 u Warner Bros. Records.. Na zadním obalu alba je zobrazená Courtney Love.

## Seznam skladeb
| Pořadí         | Název                     | Autor                | Délka |
| -------------- | ------------------------- | -------------------- | ----- |
| 1.             | St. Stephen               | Garcia, Hunter, Lesh | 4:26  |
| 2.             | Dupree's Diamond Blues    | Garcia, Hunter       | 1:58  |
| 3.             | Rosemary                  | Garcia, Hunter       | 1:58  |
| 4.             | Doin' That Rag            | Garcia, Hunter       | 4:41  |
| 5.             | Mountains of the Moon     | Garcia, Hunter       | 4:02  |
| 6.             | China Cat Sunflower       | Garcia, Hunter       | 3:40  |
| 7.             | What's Become of the Baby | Garcia, Hunter       | 8:12  |
| 8.             | Cosmic Charlie            | Garcia, Hunter       | 5:29  |
| Celková délka: | Celková délka:            | Celková délka:       | 38:07 |

## Sestava
- Jerry Garcia - kytara, zpěv
- Bob Weir - kytara, zpěv
- Phil Lesh - baskytara, zpěv
- Bill Kreutzmann - bicí, perkuse
- Mickey Hart - bicí, perkuse
- Tom Constanten - klávesy
- Ron „Pigpen“ McKernan - klávesy